# 1680 en musique classique
| \| • Retour à la chronologie générale de la musique classique • \| |
| Grèce • Rome • Haut Moyen Âge • VIIIe siècle • IXe siècle • Xe siècle • XIe siècle XIIe siècle • XIIIe siècle • XIVe siècle • XVe siècle • XVIe siècle • XVIIe siècle XVIIIe siècle • XIXe siècle • XXe siècle • XXIe siècle |
| • Retour à la chronologie générale de la musique classique • |

| Années en musique classique : 1677 - 1678 - 1679 - 1680 - 1681 - 1682 - 1683    |
| Décennies en musique classique : 1650 - 1660 - 1670 - 1680 - 1690 - 1700 - 1710 |

## Événements

Antonio Stradivari

- 3 février : création de Proserpine, tragédie lyrique de Jean-Baptiste Lully.
- Le luthier italien Antonio Stradivari (Stradivarius) ouvre son atelier à Crémone en Italie.
- Marc-Antoine Charpentier entre au service de la princesse de Guise.

## Œuvres
- Fantaisies pour cordes, de Henry Purcell.
- Filius prodigus, H399, histoire sacrée de Marc-Antoine Charpentier.
- Leçons de ténèbres, du Mercredi saint, du Jeudi saint, et du Vendredi saint de Marc-Antoine Charpentier.
- De Triomfeerende Min de Carolus Hacquart, premier « singspiel » néerlandais, publié à Amsterdam.
- Uyt-breyding over het boek der psalmen, de Remigius Schrijver.

## Naissances
- 5 mai : Giuseppe Porsile, compositeur et professeur de chant italien († 29 mai 1750).
- 6 mai : Jean-Baptiste Stuck, compositeur d'origine italienne († 8 décembre 1755).
- 24 septembre : Jean Audiffren, compositeur français († 8 août 1762).
- 18 novembre : Jean-Baptiste Lœillet de Londres, compositeur († 19 juillet 1730).

Date indéterminée
- Toussaint Bertin de la Doué, compositeur français († 6 février 1743).
- François Campion, guitariste, théorbiste, luthiste compositeur baroque français († 1748).
- Agostino Bonaventura Coletti, organiste et compositeur italien († 1752).
- Jean-Adam Guilain, organiste, claveciniste et compositeur d’origine allemande.

## Décès

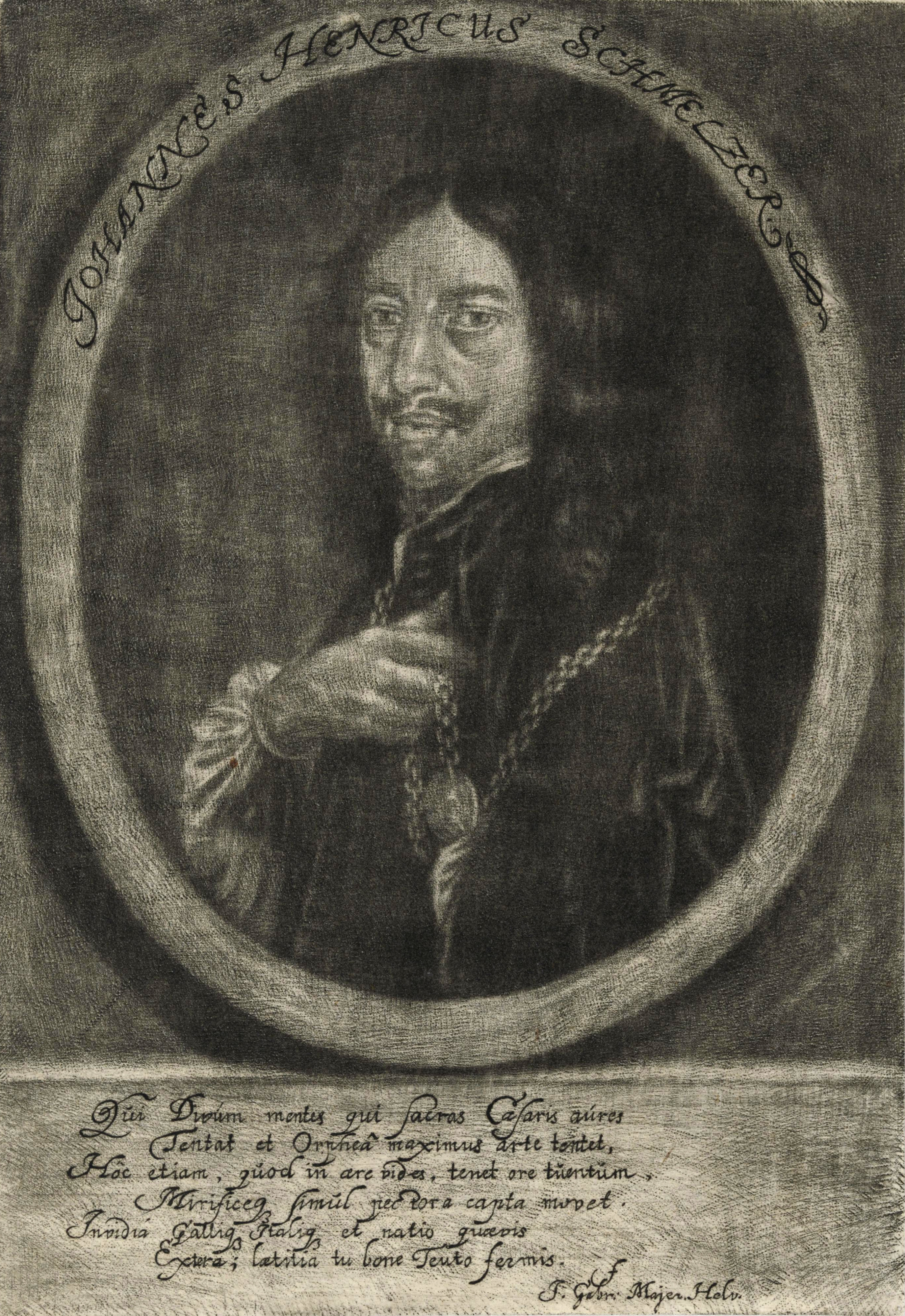
Johann Heinrich Schmelzer

- 27 août : Joan Cererols, compositeur catalan (° 9 septembre 1618).
- 1er octobre : Pietro Simone Agostini, compositeur italien (° 1635).
- 13 octobre :
  - Lelio Colista, compositeur italien (° 13 janvier 1629).
  - François Roberday, organiste français (° 1624).
- 10 décembre : Marco Uccellini, compositeur et violoniste italien (° 1603).
- 30 décembre : Antonio Sartorio, compositeur italien (° 1630).

Date indéterminée :
- Maria Francesca Nascinbeni, compositrice italienne (° vers 1640).
- Johann Heinrich Schmelzer, violoniste, compositeur et maître de chapelle autrichien.